# 告白 (チャットモンチーのアルバム)
『告白』（こくはく）は、チャットモンチーのメジャー3枚目のアルバム。規格品番はKSCL-1303。

## 解説
初回限定盤は3面デジパック＆スーパーピクチャーレーベル仕様。
前作『生命力』がライブを意識し制作されたのに対し、本作はリスナーとの一対一を意識した作品となっている。また、3人がボーカルを採る曲や阿波踊りのビートを入れ込んだりするなど、アルバムならではの表現や遊び心もある作品である。
プロデューサーはこれまで同様にいしわたり淳治が務めるほか、新たに亀田誠治を迎えており、チャットモンチー自身も行っている。

## 楽曲について
※シングル表題曲はリンク先を参照。
CAT WALK
1番は橋本のみで演奏している。
あいまいな感情
歌詞は「I my me mine」（一人称代名詞の変化）と「あいまい」をかけている。
長い目で見て
メンバー全員でボーカルを取る曲。（高橋→福岡→橋本の順）
LOVE is SOUP
曲の終盤に阿波踊りのリズムが取り入れられている。
Last Love Letter
アルバムミックスバージョン。ドラムスティックのカウントが舌打ちによるものに変わっている。
やさしさ
高橋の希望でツインドラムで録音している。1回目はリズム重視、2回目はタムのフィルを目一杯入れたという。

## 演奏
- 橋本絵莉子：Vocals, Guitars
  - Chorus (#10)
  - Sauce Pan (#10)
  - Finger Snap (#10)
- 福岡晃子：Bass, Chorus
  - Vocal (#9)
  - Pan (#10)
  - Finger Snap (#10)
- 高橋久美子：Drums, Chorus
  - Vocal (#9)
  - Bongo (#7)
  - Tambourine (#8.11)
  - Wood Block (#8)
  - Milk Pan (#10)
  - Finger Snap (#10)
  - Cow Bell (#11)
  - Tongue Click (#12)
- チャットモンチー：Sound Produce (#8.12)
- 亀田誠治：Sound Produce (#3-7)
- いしわたり淳治：Sound & Words Produce (#1.2.9.10.11.13)

## 収録曲
- 全作曲：橋本絵莉子

| #         | タイトル                                                                 | 作詞       | 作曲・編曲 | プロデュース     | 時間 |
| --------- | ------------------------------------------------------------------------ | ---------- | ---------- | ---------------- | ---- |
| 1.        | 「8cmのピンヒール」                                                      | 高橋久美子 |            | いしわたり淳治   | 4:07 |
| 2.        | 「ヒラヒラヒラク秘密ノ扉（Album Mix）」(東宝系映画「ガチ☆ボーイ」主題歌) | 高橋久美子 |            | いしわたり淳治   | 3:54 |
| 3.        | 「海から出た魚」                                                         | 福岡晃子   |            | 亀田誠治         | 4:38 |
| 4.        | 「染まるよ」(日本テレビ系ドラマ「トンスラ」主題歌)                       | 福岡晃子   |            | 亀田誠治         | 3:40 |
| 5.        | 「CAT WALK」                                                             | 高橋久美子 |            | 亀田誠治         | 4:37 |
| 6.        | 「余談」                                                                 | 橋本絵莉子 |            | 亀田誠治         | 4:16 |
| 7.        | 「ハイビスカスは冬に咲く」                                               | 高橋久美子 |            | 亀田誠治         | 3:14 |
| 8.        | 「あいまいな感情」                                                       | 高橋久美子 |            | チャットモンチー | 4:55 |
| 9.        | 「長い目で見て」                                                         | 福岡晃子   |            | いしわたり淳治   | 3:44 |
| 10.       | 「LOVE is SOUP」                                                         | 福岡晃子   |            | いしわたり淳治   | 3:42 |
| 11.       | 「風吹けば恋」(資生堂「シーブリーズ」CMソング)                           | 高橋久美子 |            | いしわたり淳治   | 3:44 |
| 12.       | 「Last Love Letter（Album Ver.）」                                       | 福岡晃子   |            | チャットモンチー | 3:27 |
| 13.       | 「やさしさ」                                                             | 橋本絵莉子 |            | いしわたり淳治   | 4:29 |
| 合計時間: | 合計時間:                                                                | 合計時間:  | 合計時間:  | 52:26            |      |

## Forever Edition
チャットモンチーのメジャーデビュー10周年にあたり、フルアルバム5枚、ミニアルバム2枚の計7枚をリマスターした企画。Blu-spec CD2仕様で“Forever Edition”の第一弾として2015年11月11日に発売された。Disc1は各タイトルのリマスター盤。Disc2はリリース当時のライブ音源を収録している。リマスタリング作業は、フォスター・ザ・ピープルやパッション・ピット、日本では奥田民生を手掛けたグレッグ・カルビ (STERLING SOUND) が行った。初回仕様限定盤はブック型特殊パッケージ。第一弾全4タイトル購入者にはスペシャルボックスが応募でプレゼントされた。ブックレットには2009年と2015年のメンバーインタビュー、発売に際した2011年に脱退した元メンバーのドラマー高橋久美子の寄稿文、リリース当時の撮り下ろし写真が収録。

### Disc1
1. 8cmのピンヒール （4:06）
2. ヒラヒラヒラク秘密ノ扉（Album Mix） （3:54）
3. 海から出た魚 （4:38）
4. 染まるよ （3:40）
5. CAT WALK （4:37）
6. 余談 （4:16）
7. ハイビスカスは冬に咲く （3:14）
8. あいまいな感情 （4:55）
9. 長い目で見て （3:44）
10. LOVE is SOUP （3:42）
11. 風吹けば恋 （3:44）
12. Last Love Letter（Album ver.） （3:27）
13. やさしさ （4:29）

### Disc2
- M1・M4～9・M11～13 2009年7月5日「チャットモンチー2009 いま一度ライブハウスを洗濯し申す！ツアー」 at Zepp Tokyo
- M2 2008年4月1日「チャットモンチーのすごい2日間 in 日本武道館」
- M3 2009年4月16日「チャットモンチー Hall In Love Tour 2009」at NHKホール
- M10 2010年11月20日「Premium アコースティックLIVE ～五年目の浮気～」at Billboard Live TOKYO

1. 8cmのピンヒール （4:04）
2. ヒラヒラヒラク秘密ノ扉 （4:01）
3. 海から出た魚 （4:34）
4. 染まるよ （3:50）
5. CAT WALK （4:52）
6. 余談 （4:40）
7. ハイビスカスは冬に咲く （4:40）
8. あいまいな感情 （5:29）
9. 長い目で見て （4:03）
10. LOVE is SOUP （3:59）
11. 風吹けば恋 （4:02）
12. Last Love Letter （3:30）
13. やさしさ （4:54）